# Tony Cottee
Ne pas confondre avec Tony Coton, lui aussi footballeur anglais des années 1980-1990.
Anthony Richard Cottee est un footballeur international anglais né le 11 juillet 1965 à Plaistow, Londres. Il est maintenant commentateur à la télévision pour les retransmissions de football. Il est connu pour toujours être un grand supporter de West Ham, club où il a commencé sa carrière.
Il évoluait au poste d'attaquant. Il est connu aussi pour avoir réalisé une performance peu courante, en jouant pour un club de chacune des 4 divisions professionnelles du championnat d'Angleterre au cours de la même saison (en 2000-2001) : Leicester City pour la Premier League (Division 1), Norwich City pour la Division 2, Barnet pour la Division 3 et enfin Millwall pour la Division 4. Cette performance n'avait plus été réalisée que le gardien Eric Nixon l'eut fait lors de la saison 1986-87.

## Carrière
- 1984-1988 : West Ham  Angleterre
- 1988-1994 : Everton  Angleterre
- 1994-1996 : West Ham  Angleterre
- 1996-1997 : Selangor FA  Malaisie
- 1996-1997 : Birmingham City  Angleterre
- 1997-2000 : Leicester City  Angleterre
- 1999-2000 : Norwich City  Angleterre
- 2000-2001 : Barnet  Angleterre
- 2000-2000 : Millwall  Angleterre

## Sélections
- 8 sélections et 1 but avec l'équipe d'Angleterre espoirs entre 1984 et 1987.
- 7 sélections et 0 but avec l'équipe d'Angleterre entre 1986 et 1989.

## Palmarès
- Vainqueur de la Coupe de la ligue anglaise en 2000 avec Leicester City
- Finaliste de la Coupe d'Angleterre en 1989 avec Everton
- Vainqueur de la Coupe de Malaisie en 1997 avec le Selangor FA